# Fossombronia crispa.
Fossombronia crispa. är en bladmossart som beskrevs av Christian Gottfried Daniel Nees von Esenbeck. Fossombronia crispa. ingår i släktet bronior, och familjen Fossombroniaceae. Inga underarter finns listade i Catalogue of Life.